# 향양이생
《향양이생》(중국어 간체자: 向阳而生, 정체자: 向陽而生, 병음: Xiàng yáng ér shēng 샹양얼성[*])은 2020년 방송되었던 중국의 드라마이다.

## 등장 인물
- 장신 - 슝둔 역
- 가오웨이광 - 임지형 역
- 단림 (丹琳) - 아이미 역
- 고욱양 (高旭阳) - 정중 역
- 미로 (米露) - 샤멍 역
- 부천교 (傅天骄) - 루아오 역
- 왕레이 (王磊) - 윤동 역
- 이금양 (李金阳) - 쑨샤오 역
- 진옥 (陈瑾) - 슝마 역
- 시경명 (施京明) - 슝파 역
- 석천석 (Terry Shi) - 왕야오 역
- 문유기 (文渝淇) - 양양 역
- 조환연 (赵奂然) - 김대원 역
- 하새비 - 곽모 역
- 이정철 (李亭哲) - 곽성 역
- 상철룡 (尚铁龙) - 곽진방 역